# 鈴木好和
鈴木 好和（すずき よしかず、1955年 - ）は、日本の経営学者、博士（東北大学）。東北学院大学教授、同大学院経営学研究科長など歴任。

## 来歴
1977年駒澤大学経営学部経営学科卒業。1984年同大学院経営学研究科博士課程満期退学。東北大学大学院経営学博士課程満期退学。専攻は人的資源管理論、企業論。財団法人昭和経済研究所研究員。東北学院大学講師、同経済学部経営学科助教授を経て、教授に就任。同大学院経営学研究科長。
2006年「人的資源管理の労使関係に及ぼす影響に関する研究」で博士号（経営学、東北大）取得。。
著書に「人的資源管理論」「会社のつくり方: 経営学の理論に基づく起業」「企業を世界一にするインターナル・マーケティング: ピープル・マーケティング・オペレーションズ」など。

## 著書
- 「国立国会図書館サーチ」を参照

### 論文
- CiNii>